# 생고뱅
생고뱅(영어: Saint-Gobain S.A.)는 프랑스의 건자재 제조회사이다.

## 역사
- 1665년 - 설립.
- 1987년 - 민영화.

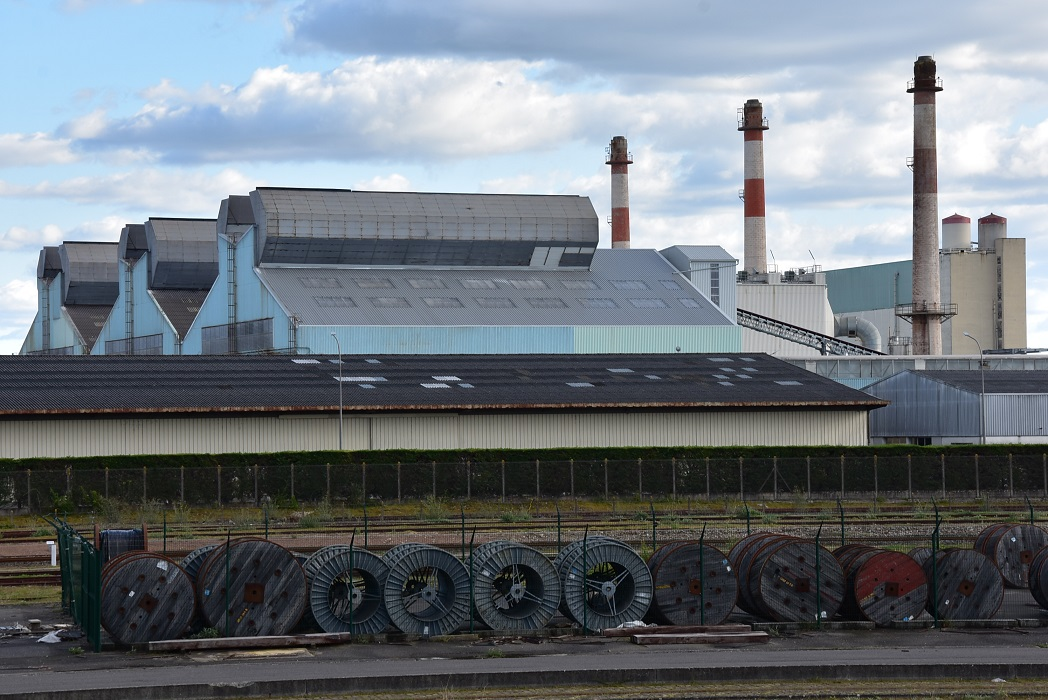
코냐크 병입 공장

- 1996년 - 프랑스의 건축업체인 플리에에 인수.
- 2016년 - 현재의 로고변경.